# Llanura del Ararat
La llanura del Ararat (en armenio: Արարատյան դաշտ) es un amplio y fértil llano que ocupa el valle medio del río Aras, en el altiplano armenio o meseta armenia, que a su vez forma parte de la meseta transcaucasiana y es la prolongación por el sur de las montañas del Cáucaso. El altiplano está formado por una serie de llanuras y elevaciones generalmente de carácter volcánico cuya culminación es el monte Ararat. 
La llanura del Ararat está separada del lago Sevan por las montañas de Geghama al nordeste. Al noroeste limita con el monte Aragats y al sur con el monte Ararat. Está divivida en dos por el río Aras, cuya parte sur-sudoeste forma parte de la Región de Anatolia Oriental, en Turquía, y en su parte armenia es atravesada de norte a sur por el río Hrazdan, que une el lago Sevan con el río Aras.

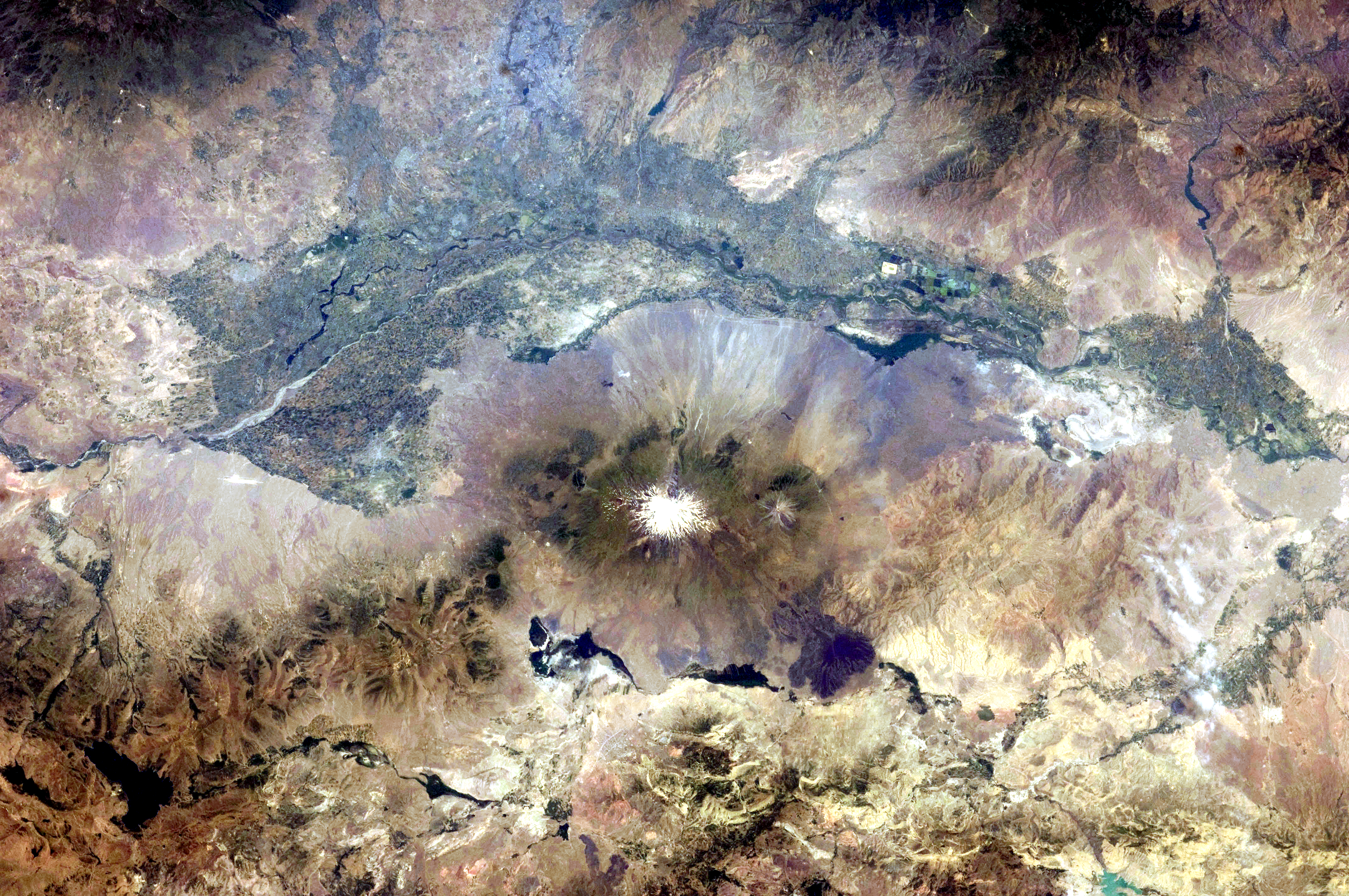
Imagen de satélite con el monte Ararat en el centro y al norte el valle del río Aras que separa la llanura de Armenia de Turquía.

## Etimología
El historiador medieval Moisés de Corene dejó escrito en su Historia de Armenia que la llanura de Ararat recibe este nombre del rey Ara el Bello, bisnieto de Amaya.

## Historia
Se cree que el primer asentamiento humano en la llanura del Ararat fue la localidad de Aratashen, ocupado en el 6500 a. C., en una época anterior al uso de la cerámica. La cerámica aparece en torno al 4000 a. C., cuando ya la llanura del Ararat está en contacto con las culturas del norte de Mesopotamia y con la cultura de Sioni, de la cuenca del río Kura.
A partir del IV milenio a. C. se construyen numerosos asentamientos, por ejemplo, el encontrado en el yacimiento de Norabats, cerca de Ereván, donde ya se practicaba la agricultura. Más tarde, el imperio de Urartu construyó diversas poblaciones y fortificaciones, entre ellos el castillo de Erebuni, del siglo VIII.

## Clima
El clima de la llanura de Ararat es continental y semiárido, con veranos calurosos e inviernos fríos. La precipitación anual ronda los 200-250 mm. Las precipitaciones son escasas en verano. En invierno, las precipitaciones suelen caer en forma de nieve.
La llanura de Ararat y la cuenca del lago Seván son las zonas más soleadas de Armenia, con una 2.700 horas de sol al año. En los contrafuertes de las montañas no hay prácticamente ningún día sin sol entre los meses de junio y octubre.

## Agricultura
La llanura de Ararat representa un 4% del área total de Armenia y el 40% de la producción agrícola del país.